# Parafia bł. Karoliny Kózki w Woli Radłowskiej
Parafia bł. Karoliny Kózki w Woli Radłowskiej – parafia rzymskokatolicka znajdująca się w diecezji tarnowskiej, w dekanacie Radłów.